# Qualificazioni al campionato mondiale di calcio 2022 - AFC - seconda fase - girone C
Questa voce raccoglie i risultati delle partite del girone C valido come secondo turno di qualificazione al Campionato mondiale di calcio 2022 per la zona di competenza dell'AFC.
| Squadra   | P.ti | G | V | P | S | RF | RS | DR  |
| --------- | ---- | - | - | - | - | -- | -- | --- |
| Iran      | 18   | 8 | 6 | 0 | 2 | 34 | 4  | +30 |
| Iraq      | 17   | 8 | 5 | 2 | 1 | 14 | 4  | +10 |
| Bahrein   | 15   | 8 | 4 | 3 | 1 | 15 | 4  | +11 |
| Hong Kong | 5    | 8 | 1 | 2 | 5 | 4  | 13 | -9  |
| Cambogia  | 1    | 8 | 0 | 1 | 7 | 2  | 44 | -42 |

## Risultati

### 1ª giornata
| Arbitro: | Tantashev |

|         |           |                  |
| Keo 33’ | Marcatori | 16’ Tan Chun Lok |

| Arbitro: | Al-Yaqoubi |

|             |           |            |
| Al Aswad 9’ | Marcatori | 85’ M. Ali |

### 2ª giornata
| Arbitro: | Gamini |

|  |           |              |
|  | Marcatori | 78’ Al Aswad |

| Arbitro: | Yamamoto |

|  |           |                           |
|  | Marcatori | 23’ Azmoun 54’ Ansarifard |

### 3ª giornata
| Arbitro: | Banerjee |

| |           |  |
| Nourollahi 5’ Azmoun 11’, 35’, 44’ Kanaanizadegan 18’ Soeuy 22’ (aut.) Ansarifard 40’, 48’, 60’, 88’ Taremi 54’ Mohebi 65’, 67’ Me. Mohammadi 85’ | Marcatori |  |

| Arbitro: | Al-Jeneibi |

|                             |           |  |
| M. Ali 37’ Adnan 79’ (rig.) | Marcatori |  |

### 4ª giornata
| Arbitro: | Daypuyat |

|  |           |                                              |
|  | Marcatori | 22’ Bayesh 41’ M. Ali 57’ Attwan 62’ Ibrahim |

| Arbitro: | Kovalenko |

|                      |           |  |
| Al-Hardan 65’ (rig.) | Marcatori |  |

### 5ª giornata
| Hong Kong 14 novembre 2019, ore 20:00 UTC+8 | Hong Kong | 0 – 0 referto | Bahrein | Hong Kong Stadium (4 541 spett.)\| Arbitro: \| Kim \| |
| Arbitro:                                    | Kim       |               |         |                                                       |

| Arbitro: | Perera |

|                        |           |                |
| M. Ali 11’ Abbas 90+2’ | Marcatori | 25’ Nourollahi |

### 6ª giornata
| Arbitro: | Shaban |

|                    |           |  |
| Ha 20’ Roberto 83’ | Marcatori |  |

| Amman 19 novembre 2019, ore 16:00 UTC+2 | Iraq | 0 – 0 referto | Bahrein | Amman International Stadium (10 366 spett.)\| Arbitro: \| Taqi \| |
| Arbitro:                                | Taqi |               |         |                                                                   |

### 7ª giornata
| Arbitro: | Makhadmeh |

|                                         |           |          |
| Gholizadeh 23’ Amiri 61’ Ansarifard 84’ | Marcatori | 85’ Kwan |

| Arbitro: | Kimura |

|                                                                                      |           |  |
| Al Aswad 8’, 71’ Al Romaihi 45+2’ Madan 46’, 65’ Al-Shaikh 51’ Abdullatif 75’, 90+2’ | Marcatori |  |

### 8ª giornata
| Arbitro: | Baki |

|                                                 |           |           |
| M. Ali 1’ Resan 23’ Adnan 27’ (rig.) Hadi 90+3’ | Marcatori | 54’ Visal |

| Arbitro: | Fu Ming |

|                            |           |  |
| Azmoun 54’, 61’ Taremi 79’ | Marcatori |  |

### 9ª giornata
| Arbitro: | Kim |

|  |           | |
|  | Marcatori | 16’ (rig.) Jahanbakhsh 22’ Khalilzadeh 27’ Taremi 32’ (aut.) Rotana 58’ Mi. Mohammadi 63’ Pouraliganji 77’ (rig.) Ansarifard 80’, 86’ Rezaei 84’ Ghayedi |

| Arbitro: | Kimura |

|  |           |           |
|  | Marcatori | 13’ Qasim |

### 10ª giornata
| Arbitro: | Tantashev |

|            |           |  |
| Azmoun 35’ | Marcatori |  |

| Arbitro: | Abdul Baki |

|                                                 |           |  |
| Dhiya 49’ Hashim 54’ (rig.), 70’ Abdullatif 90’ | Marcatori |  |

Nota: l'Iraq ha giocato le sue partite casalinghe a partire da novembre in Giordania poiché la FIFA ha ritenuto il Paese non sicuro a causa delle proteste antigovernative in corso a partire dal 1 ottobre.